# Familia Skywalker

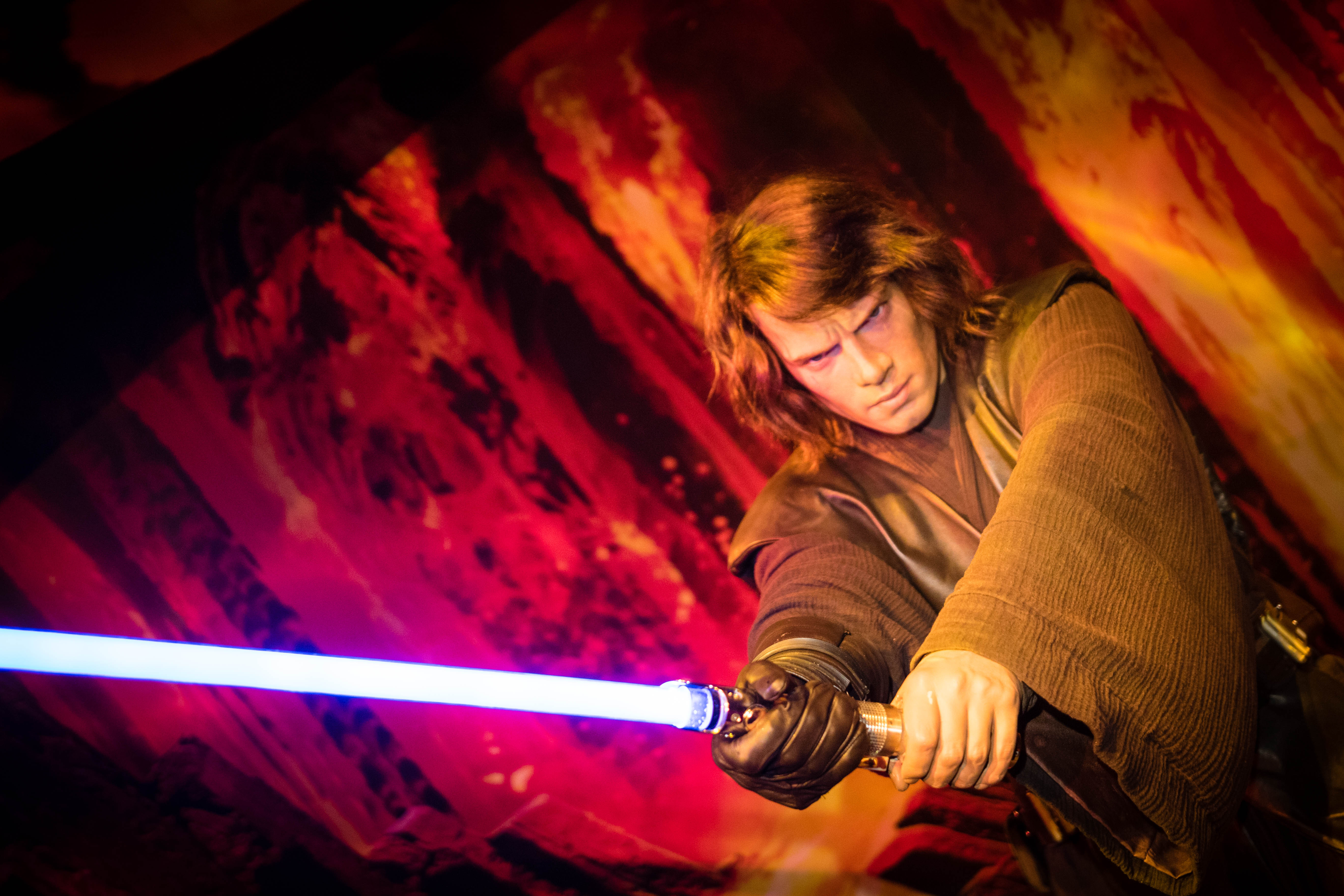
Hayden Christensen como Anakin Skywalker

La familia Skywalker es una familia humana legendaria ficticia en la franquicia de Star Wars. Dentro del universo ficticio de la serie, los Skywalkers se presentan como un linaje con fuertes capacidades inherentes relacionadas con la Fuerza y, a veces, habilidades con el sable de luz. Luke Skywalker, su hermana gemela, la princesa Leia Organa, y su padre, Darth Vader, son personajes centrales en la trilogía cinematográfica original de Star Wars. Darth Vader, en su identidad anterior como Anakin Skywalker, es un personaje principal en la trilogía de precuelas, al igual que su esposa y la madre de los gemelos Padmé Amidala; mientras que su madre Shmi es un personaje secundario en la primera y segunda película respectivamente. El hijo de Leia y Han Solo, Ben Solo, se renombró a sí mismo como Kylo Ren y es el antagonista central en la trilogía de secuelas. Shmi, Han y Padmé son los únicos miembros que no son sensibles a la Fuerza. El linaje de Skywalker, junto con el linaje de Palpatine, son los dos linajes que son más fuertes con la Fuerza.

## Historia
En términos de la cronología interna de la serie, los Skywalkers aparecieron por primera vez en la película de 1999 Star Wars: Episodio I – La amenaza fantasma. En esta película, el Maestro Jedi Qui-Gon Jinn descubre a Shmi Skywalker y a su hijo Anakin como esclavos en el planeta Tatooine. Shmi le informa a Qui-Gon que Anakin no tiene padre, lo que lleva a Qui-Gon a sugerir que Anakin es un producto de midiclorianos (microorganismos que imparten fuerza). A medida que avanza la película, Anakin deja Tatooine para comenzar su entrenamiento Jedi. 
Star Wars: Episodio II – El ataque de los clones (2002) revela que, en ausencia de Anakin, Shmi se ha casado con Cliegg Lars, convirtiéndose en la madrastra de Owen. Shmi luego muere después de ser secuestrada y llevada por Tusken Raiders. Owen le dice a Anakin que son hermanastros y luego se casa con Beru Whitesun. Anakin se casa en secreto con la senadora de Naboo, Padmé Amidala, al final de la película. 
En Star Wars: Episodio III – La venganza de los Sith (2005), Padmé muere al dar a luz a los gemelos, Luke y Leia. Luke es criado por Beru y Owen Lars en Tatooine. Leia es criada por el senador Bail Organa y la reina Breha Organa en Alderaan. Anakin, que desde entonces se convirtió en el Lord Sith Darth Vader, desconoce el nacimiento de sus hijos. Los gemelos pronto pasaron a formar parte de la Alianza Rebelde tras la muerte de sus familias adoptivas a manos del Imperio. Ninguno de los gemelos supo de su relación hasta los acontecimientos de Star Wars: Episodio VI – El regreso del Jedi (1983). 
La familia Solo es parte de la familia Skywalker. En la película derivada de 2018 Solo: Una historia de Star Wars (ambientada entre el Episodio III y el Episodio IV de 1977 – Una nueva esperanza), el huérfano Han Solo roba para sobrevivir en el planeta Corellia. El apellido "Solo" se lo dio un oficial imperial en su solicitud para unirse a la Academia de Vuelo Imperial. Dado que se desconoce el apellido del padre de Han, Han sería el primer Solo. Más tarde, Han se involucraría en la guerra contra el Imperio, formando una relación romántica con Leia. Finalmente, Han, Anakin (que ahora se ha reformado), Luke y Leia lograron poner fin al reinado de terror del Imperio, pero esto tuvo el costo de la vida de Anakin. En la película de 2015 Star Wars: Episodio VII – El despertar de la fuerza, se revela que Han tuvo un hijo llamado Ben con Leia. La familia se rompe tras el descenso de Ben al lado oscuro como Kylo Ren, y Leia y Han se separan. No se revela que Luke tenga hijos.

## Canon

### Shmi Skywalker
Shmi es la madre de Anakin, la suegra de Padmé Amidala , la abuela paterna de Luke Skywalker y Leia Organa , la abuela política de Han Solo y la bisabuela materna. abuela de Ben Solo . Aparece en Star Wars: Episodio I – La amenaza fantasma y Star Wars: Episodio II – El ataque de los clones.
Shmi fue capturada por piratas cuando era niña junto con sus padres y vendida a los hutts . En una apuesta, Gardulla the Hutt perdió a Shmi ante Watto.
En La amenaza fantasma, ella y su hijo son presentados como esclavos del comerciante de chatarra Watto en el mundo desértico de Tatooine. A diferencia de su hijo, ella no es sensible a la Fuerza. Ella le da la bienvenida al Maestro Jedi Qui-Gon Jinn (Liam Neeson) a su casa y le dice que Anakin (Jake Lloyd) no tiene padre; ella simplemente quedó embarazada de él. A pesar de su pobreza, Shmi intenta darle a Anakin un buen hogar en el barrio de esclavos de Mos Espa. Qui-Gon ayuda a Anakin a conseguir su libertad, pero no puede sacar a Shmi de la esclavitud. Ella permite que Anakin se vaya con Qui-Gon y le asegura a su desconsolado hijo que se volverán a encontrar.
En El ataque de los clones, Anakin (Hayden Christensen), ahora un joven aprendiz Jedi adulto, siente a través de la Fuerza que siente dolor. Viaja a Tatooine para encontrarla y, al llegar, se entera de que había sido liberada y casada con el granjero de humedad Cliegg Lars (Jack Thompson), pero que recientemente había sido secuestrada por los Tusken Raiders. La encuentra dentro de uno de sus campamentos, pero llega demasiado tarde: golpeada y torturada. Sin ayuda, ella muere en sus brazos. Con el corazón roto y enfurecido por la pérdida de su madre, Anakin masacra a todos los Tusken del campamento, incluidas las mujeres y los niños. La muerte de Shmi enciende una fuerte ira en Anakin y lo encamina hacia convertirse en Darth Vader. Más tarde, Anakin lleva el cuerpo de Shmi a la granja de los Lars, donde le dan entierro.

### Anakin Skywalker
Anakin Skywalker es hijo de Shmi Skywalker, nacido sin padre gracias a la Fuerza. Es el marido secreto de Padmé Amidala, el padre de Luke Skywalker y Leia Organa, el suegro de Han Solo y el abuelo materno de Ben Solo. Anakin es descubierto en Tatooine por el Maestro Jedi Qui-Gon Jinn, quien está seguro de que el niño es el "Elegido" de la Profecía Jedi, quien traerá equilibrio a la Fuerza. Tras la muerte de Qui-Gon, se convierte en el padawan de Obi-Wan Kenobi. También forma un estrecho vínculo con Padmé Amidala, la joven senadora de Naboo. El recién elegido Canciller de la República Galáctica, Palpatine, también se hace amigo de Anakin y promete observar el progreso del niño "con gran interés" y aconsejarlo. Dividido entre su lealtad a los Jedi y su ansia de poder, Anakin sucumbe a la tentación y se convierte en Darth Vader. Como Vader, Anakin pasa las siguientes décadas sirviendo bajo el Imperio Galáctico de Palpatine hasta reunirse con su hijo, Luke, redimiéndose al derrotar a su maestro para protegerlo (por lo tanto, cumpliendo su papel como El Elegido) mientras se sacrifica en el proceso y se convierte en uno. con la Fuerza.

### Padmé Amidala
Padme Amidala es la esposa de Anakin Skywalker, la madre de Luke Skywalker y Leia Organa, la nuera de Shmi Skywalker, la suegra de Han Solo y la abuela materna de Ben. Solo. Se desempeñó como Reina de Naboo y luego como Senadora de su planeta. Ella no usa la Fuerza como la mayoría de los miembros de la familia Skywalker. Su amigo más cercano en el Senado era el senador Bail Organa. Se volvió a conectar y se enamoró de Anakin Skywalker después de que le asignaron la tarea de protegerla de un intento de asesinato, y se casó en secreto con él poco después de la Batalla de Geonosis. Tres años más tarde, le revela a Anakin que está embarazada y que planea criar a su hijo en Naboo. Se da cuenta de que Anakin ha comenzado a tener pesadillas en las que ella muere al dar a luz y le asegura que fue sólo un sueño y que no sucederá. Después de que Anakin se volviera hacia el lado oscuro y masacrara a los Jedi en el Templo Jedi, Anakin le dijo que los Jedi se habían apoderado de la República. Obi-Wan llega y le pregunta a Padmé sobre el paradero de su marido y le informa que se ha pasado al lado oscuro. Padmé acusa a Obi-Wan de mentir y no cree que Anakin mataría a niños jóvenes. Obi-Wan afirma que Anakin es el padre del hijo de Padmé y parte a buscarlo. Padmé rastrea a Anakin, ahora Darth Vader, a Mustafar e intenta persuadirlo para que abandone el lado oscuro, pero Anakin se niega y la Fuerza la estrangula hasta dejarla inconsciente cuando llega Obi-Wan. Padmé da a luz a sus hijos poco después del primer Día del Imperio, a quienes llama Luke y Leia. Padmé le dice a Obi-Wan que cree que todavía queda algo bueno en Anakin, antes de fallecer. Durante su funeral, su cuerpo fue alterado para que pareciera que todavía estaba embarazada. Obi-Wan y Yoda decidieron separar a los niños para mantenerlos ocultos de Darth Vader.

### Luke Skywalker
Luke Skywalker es el hermano gemelo mayor de Leia Organa, el cuñado de Han Solo, el tío de Ben Solo, el hijo de Anakin Skywalker y Padmé Amidala, y el nieto de Shmi Skywalker. Es acogido por sus tíos, Owen y Beru Lars, después de la muerte de Padmé y la caída de Anakin al lado oscuro. Es sensible a la Fuerza y hábil con el sable de luz. En El regreso del Jedi, un Yoda moribundo le confirma a Luke que Darth Vader (anteriormente Anakin Skywalker) es en realidad su padre, a pesar de la creencia de Luke de que la afirmación de Vader de paternidad en El imperio contraataca fue una artimaña para llevar a Luke al lado oscuro. También descubre por el espíritu de la Fuerza de Obi-Wan que la princesa Leia Organa es su hermana. EnThe Force Awakens, como el último Jedi conocido, Luke se esconde después de no poder evitar que su sobrino y aprendiz Ben Solo (ahora Kylo Ren) se volviera al lado oscuro para unirse al Líder Supremo Snoke y se aisló de la Fuerza. En The Last Jedi, una joven carroñera llamada Rey ha localizado a Luke e intenta convencerlo de que le muestre los caminos de la Fuerza, pero él se niega. Después de conocer la muerte de Han Solo, entrena a Rey sobre cómo usar la Fuerza y convertirse en Jedi. Luke le revela a Rey que sintió el lado oscuro en Ben y tenía miedo por él, pero Ben tomó represalias usando la Fuerza para derrumbar la cabaña y enterrándolo debajo. Cuando se niega a ayudar a Rey a devolver a Ben a la luz, Luke planea quemar el árbol de la Biblioteca Jedi y es recibido por Yoda, quien lo convence de ayudar a Rey y no lamentar su fracaso al perder a Ben ante Snoke. En el planeta Crait, Luke aparece con su viejo sable de luz y se enfrenta a Ben, quien intenta atacar a Luke, pero él los esquiva. Luke intenta razonar con Ben y luego desaparece, revelando que todavía estaba en la isla y que Ben se estaba batiendo en duelo con una proyección de la Fuerza de él.

### Leia Organa-Skywalker
Leia Amidala Skywalker es la esposa de Han Solo, la madre de Ben Solo, la hermana gemela menor de Luke Skywalker, la hija de Anakin Skywalker y Padmé Amidala, y la nieta de Shmi Skywalker, criada por Bail y Breha Organa de Alderaan. A los 19 años, ella es la Princesa de Alderaan, y es capturada por Darth Vader mientras estaba en el corredor de bloqueo Tantive IV en una llamada "misión diplomática". Se demuestra que Leia es sensible a la Fuerza. En El Imperio Contraataca, Leia profesa su amor por Han Solo cuando éste es puesto en estasis de carbonita, aunque originalmente son Han y Luke quienes compiten por su afecto. En el regreso del Jedi, planeando alimentar a Luke, Han y Chewbacca con el sarlacc devorador de carne, Jabba el Hutt es estrangulado hasta la muerte por Leia con una cadena que tiene sobre ella. Más tarde se involucra en la Batalla de Endor. En los años siguientes, se convierte en la General Organa, líder de la Resistencia, una organización militar respaldada extraoficialmente por la Nueva República para contrarrestar la Primera Orden. Se casó con Han Solo y tuvo un hijo llamado Ben Solo , más tarde Kylo Ren, cuyo giro hacia el lado oscuro separó a la pareja antes de los eventos de El despertar de la fuerza. Leia ha estado buscando para encontrar a su hermano desaparecido Luke y encontrar una manera de salvar a su hijo del lado oscuro. Ella muere gastando su energía tratando de llegar a Ben, lo que le ayuda a volver al lado luminoso. Su cuerpo luego desaparece y se vuelve uno con la Fuerza.

### Han Solo
Han Solo es el marido de Leia Organa, el cuñado de Luke Skywalker, el padre de Ben Solo, el yerno de Anakin Skywalker y Padmé Amidala, y el nieto-en- Ley de Shmi Skywalker. Al igual que Shmi y Padmé, no es sensible a la Fuerza. La película de antología Solo: Una historia de Star Wars revela que el padre de Han Solo construyó naves en el planeta Corellia , donde nació Han. Se desconoce el nombre del padre de Han.El apellido de Han, Solo, no era su nombre de nacimiento, ya que un oficial imperial le dio su apellido Solo justo antes de que Han se uniera a la academia de vuelo Imperial, que abandonaría tres años después.Sin embargo, la primera aparición cinematográfica de Han Solo fue en 1977.Star Wars: Una Nueva Esperanza donde es interpretado por Harrison Ford. Él y su copiloto wookiee y mejor amigo, Chewbacca, son contratados inicialmente para transportar a Luke Skywalker y Obi-Wan Kenobi. Han y Chewbacca luego se involucran en la Alianza Rebelde y se comprometen con su causa. En el transcurso de la franquicia, Han se convierte en líder militar de la Alianza, se enamora y se casa con Leia Organa, con quien tiene un hijo llamado Ben. Es asesinado por Ben, quien se ha convertido en Kylo Ren, después de no poder convencer a su hijo de que se aparte del lado oscuro.

### Ben Solo
Ben Solo es hijo de Leia Organa y Han Solo, sobrino de Luke Skywalker, nieto de Anakin Skywalker y Padmé Amidala, y bisnieto de Shmi Skywalker. Inicialmente se entrena para ser un Jedi con su tío, Luke. Pronto, Luke sospecha que Ben ha sido influenciado por Snoke y enciende su sable de luz por instinto en un intento de matar a Ben mientras duerme para evitar que cause destrucción. Pero cuando piensa en matar a Ben, Ben se despierta y esto hace que Ben caiga al lado oscuro. Ben se convierte en Kylo Ren, trabaja para la Primera Orden y trabaja bajo la influencia de Snoke. También forma una alianza incómoda con el general Hux. Ren está obsesionado con el legado de su abuelo, el Lord Sith Darth Vader, y aspira a terminar lo que Vader empezó: la eliminación de los Jedi. Apuñala a Han Solo, su padre, en el corazón, pero perdona a su madre cuando le ordenan destruir su barco. Que Ben se convirtiera en Kylo Ren también provocó que Han y Leia se separaran, pero ninguno de los dos dejó de amar a su hijo. Luke lo confronta y también desaparece tratando de detener las acciones de Ben. Kylo también conoce a Rey, una fuerte sensible a la Fuerza con quien tiene una conexión llamada 'díada en la Fuerza',y desarrolla una relación romántica con ella a pesar de que los dos eran enemigos al principio. Después de la muerte de su madre, Rey le salva la vida y le admite que quiere unirse a él como Ben Solo; Luego tiene una visión de su padre y decide volver al lado de la luz, convirtiéndose nuevamente en Ben Solo. Más tarde, se sacrifica para devolverle la vida a Rey y comparte un beso con ella antes de desaparecer en la Fuerza como el último miembro del linaje Skywalker.

### Familia extendida

#### Familia de Padme Amidala
| Nombre         | Interpretado por                   | Descripción |
| -------------- | ---------------------------------- | --- |
| Ruwee Naberrie | Graeme Blundell (Episodios II-III) | El padre de Padme Amidala |
| Jobal Naberrie | Trisha Noble (Episodios II-III)    | La madre de Padme Amidala |
| Solá Naberrie  | Claudia Karvan (Episodios II-III)  | La hermana mayor de Padme, madre de Ryoo y Pooja |
| Ryoo Naberrie  | Keira Wingate (Episodios II-III)   | Hija mayor de Sola Naberrie, sobrina de Padmé Amidala, hermana mayor de Pooja y prima de Luke Skywalker y Leia Organa.                                                            |
| Pooja Naberrie | Hayley Mooy (Episodios II-III)     | Hija menor de Sola Naberrie, sobrina de Padmé Amidala, hermana menor de Ryoo y prima de Luke Skywalker y Leia Organa. Reemplaza a Jar Jar Binks como Senador del Sector Chommell. |

#### Familia Lars
| Nombre             | Interpretado por                                                                | Descripción |
| ------------------ | ------------------------------------------------------------------------------- | --- |
| Cliegg Lars        | Jack Thompson (Episodio II)                                                     | Granjero de humedad que compra, luego libera y se casa con Shmi Skywalker, convirtiéndose en el padrastro de Anakin Skywalker, a quien conoce sólo brevemente en El ataque de los clones. Pierde su pierna mientras persigue a la Gente de Arena que había secuestrado a Shmi. El nombre Cliegg, y sus variaciones, han estado en los borradores de Star Wars desde 1974. |
| Owen Lars          | Phil Brown (Episodio IV) y Joel Edgerton (Episodios II-III y Obi-Wan Kenobi)    | Owen, tío y padre sustituto de Luke Skywalker en Una nueva esperanza, y su esposa, Beru, son asesinados por soldados de asalto en su casa de Tatooine. En las películas precuelas, Owen es hijo de Cliegg Lars y hermanastro de Anakin Skywalker. Él y su esposa Beru toman la custodia de Luke al final de La venganza de los Sith.                                      |
| Beru Whitesun Lars | Shelagh Fraser (Episodio IV) y Bonnie Piesse (Episodios II-III, Obi-Wan Kenobi) | Tía y madre sustituta de Luke Skywalker en Una nueva esperanza, ella y su marido Owen son asesinados por soldados de asalto en su casa de Tatooine. En las películas precuelas, Beru es la novia de Owen en El ataque de los clones y luego su esposa en La venganza de los Sith, y los dos toman la custodia del bebé Luke al final de esta última película.             |

#### Familia Organa
| Nombre             | Interpretado por                                    | Descripción |
| ------------------ | --------------------------------------------------- | --- |
| Bail Organa        | Jimmy Smits (live-action) y Phil LaMarr (animación) | El padre adoptivo de Leia Organa, senador de Alderaan y uno de los miembros fundadores de la Alianza Rebelde. Adopta a Leia después de que su madre biológica, Padmé, muere y su padre biológico, Anakin Skywalker, se vuelve hacia el lado oscuro en La venganza de los Sith. Bail muere en la destrucción de Alderaan por la Estrella de la Muerte en Una nueva esperanza. Apareció por primera vez en El ataque de los clones, interpretado por Jimmy Smits, aunque apareció en escenas cortadas de La amenaza fantasma, donde fue interpretado por Adrian Dunbar. |
| Reina Breha Organa | Rebecca Jackson Mendoza (Episodio III)              | Gobernante de Alderaan, esposa de Bail Organa y madre adoptiva de Leia Organa. Ella muere en la destrucción de Alderaan. Breha también aparece en el cuento "Eclipse" y en la novela de 2017 Leia, princesa de Alderaan. |

## Legends/Universo Expandido
Los siguientes personajes son exclusivos de lo que ahora se conoce retroactivamente como la marca Legends desde abril de 2014, y no son canónicos de todo el material de Star Wars producido bajo la propiedad de Walt Disney Company. Con la adquisición de Lucasfilm en 2012 por parte de The Walt Disney Company, la mayoría de las novelas y cómics con licencia de Star Wars producidos desde la película original de 1977, Star Wars, fueron rebautizados como Star Wars Legends y declarados no canónicos en la franquicia en abril de 2014.
Siguiendo los acontecimientos de la trilogía cinematográfica original, Leia y Han se casan y tienen hijos, y Luke hace lo mismo varios años después. El linaje Skywalker se ramifica de los descendientes de Luke y Leia, pero sólo el lado de Luke continúa llevando el nombre Skywalker.
Leia y Han se casan en El cortejo de la princesa Leia (1994) de Dave Wolverton. Leia está embarazada de gemelos en Heir to the Empire (1991) de Timothy Zahn y nacen en The Last Command (1993) de Zahn. Han y Leia tienen otro hijo en el momento de la trilogía de la Academia Jedi (1994) de Kevin J. Anderson, momento en el que Leia se ha convertido en la Jefa de Estado de la Nueva República. Los tres niños Solo se convierten en Caballeros Jedi bajo la tutela de su tío materno Luke Skywalker. Los niños de Solo fueron clasificados como los 16 mejores héroes de Star Wars, según IGN en 2008.

### Mara Jade
Mara Jade fue creada por Timothy Zahn como antagonista de Heredero del Imperio (1991), y ella y Luke se casan varios años después en la miniserie de cómics Unión (1999-2000). Ella se une a su Orden Jedi restaurada y tienen un hijo, Ben Skywalker, en medio de la serie Nueva Orden Jedi (1999-2003).

### Jaina Solo
Jaina Solo es la hija mayor de Han Solo y Leia Organa Solo, creada por Timothy Zahn para la trilogía Thrawn de novelas del universo expandido de Star Wars. Leia está embarazada de gemelos en Heredero del Imperio (1991) y Jaina y su hermano gemelo Jacen nacen en El último comando (1993). Ha aparecido en varias novelas y en el set de Campeones de la Fuerza para el juego Star Wars Miniatures.  
Jaina, que lleva el nombre de la madre de Han, nace cinco minutos antes que su hermano Jacen en la trilogía Thrawn (1991-1993), ambientada unos cinco años después del Retorno del Jedi. Los gemelos, y eventualmente su hermano menor, viven en varios refugios seguros durante sus primeros años bajo la protección de Winter , la doncella de Leia . Los gemelos juegan un pequeño papel en la trilogía Jedi Academy de Kevin J. Anderson (1994). En Campeones de la Fuerza (1994), Jaina ayuda a su hermano a defender a su tío inconsciente del espíritu del Lord Sith Exar Kun . En La estrella de cristal de Vonda McIntyre (1994), Jaina es secuestrada y utilizada en un complot, junto con sus hermanos, para aprovechar sus poderes de la Fuerza. En la trilogía corelliana (1994), Jaina es nuevamente secuestrada pero escapa. Jaina se convierte en un personaje importante en Jóvenes Caballeros Jedi (1995) cuando Jaina y Jacen comienzan su entrenamiento Jedi.  

### Jacen Solo
Jacen Solo es el hijo mediano de Han Solo y Leia Organa. Jacen nació cinco minutos después de su hermana gemela Jaina, introducida en el útero en la novela del universo expandido de Star Wars de 1994, Heredero del Imperio, y nacida y nombrada en The Last Command. Es un personaje importante en varias novelas de Star Wars, particularmente como protagonista de la serie The New Jedi Order y más tarde como antagonista de la serie Legacy of the Force, en la que se le conoce como Darth Caedus. 
IGN incluyó a Jacen en el puesto 17 en su lista de los 100 mejores héroes de Star Wars, diciendo que tuvo un "efecto más profundo" que cualquier otro niño de Solo en el escenario de Star Wars. Jesse Schedeen, escribiendo para IGN, también lo incluyó en el puesto número 5 en una lista inspirada por los lectores de los principales villanos de Star Wars  y nombró el asesinato de Mara Jade por parte del personaje como su "momento decisivo de villanía".UGO.com incluyó a Jacen como su principal personaje del universo expandido de Star Wars, llamándolo "uno de los villanos más temibles y trágicos del universo de Star Wars". 

### Anakin Solo
Anakin Solo es el hijo menor de Han Solo y la princesa Leia, y el hermano menor de Jacen y Jaina Solo. Anakin lleva el nombre de su abuelo materno, Anakin Skywalker, y, al igual que su homónimo, es un piloto talentoso con un talento prodigioso tanto en la Fuerza como en la ingeniería mecánica.
Anakin aparece como un bebé y un niño pequeño en muchas novelas de Star Wars, como la trilogía de la Academia Jedi (1994). Anakin y sus hermanos desempeñan papeles centrales en otras novelas como La estrella de cristal (1994), la trilogía corelliana (1995) y La nueva rebelión (1996). El nacimiento de Anakin aparece en la miniserie de cómics Dark Empire II de Tom Veitch (mayo de 1995). Su padre se refiere por primera vez a él como Han Solo, Jr., pero Leia lo corrige y le puso al bebé el nombre de su padre biológico, Anakin Skywalker., como recordatorio de esperanza. Sin embargo, Anakin todavía teme el nombre y el legado de su abuelo.

### Ben Skywalker
Hijo de Luke Skywalker y Mara Jade Skywalker. Lleva el nombre de Obi-Wan "Ben" Kenobi, Caballero Jedi. Exalumno de Jacen Solo, su primo. Hereda el cabello rojo de su madre y los ojos azules de su padre. Nace durante la serie New Jedi Order (1999-2003). En Fate of the Jedi: Outcast, acompaña voluntariamente a su padre al exilio. Se demuestra a sí mismo como luchador y como investigador para llevar el nombre de su padre. Su interés amoroso es Vestara Khai, ex aprendiz Sith y luego aprendiz Jedi. El personaje fue votado como el personaje número 40 de Star Wars por IGN y el sexto mejor personaje de Star Wars del Universo Expandido de UGO Networks.

### Allana Djo Solo
Allana Djo Solo es la hija de Jacen Solo y Tenel Ka Djo, compañero de entrenamiento de Jacen en la Academia Jedi de Luke. Nace durante la trilogía de novelas Dark Nest. En la serie Legacy of the Force, Jacen se convierte en Darth Caedus en parte para proteger a Allana de un destino oscuro que él prevé. Su muerte es fingida y es adoptada por sus abuelos bajo la falsa identidad de "Amelia", una supuesta huérfana de guerra. Vive y viaja con ellos durante la siguiente serie Destino de los Jedi. Al final de esa serie, su entrenamiento Jedi está a punto de comenzar.

### Nat Skywalker
Nat Skywalker es un ex Maestro Jedi en Star Wars: Legacy, nieto de Ben Skywalker, hermano mayor de Kol Skywalker y tío de Cade Skywalker. Tomó el nombre de Bantha Rawk al dejar a los Jedi y trabaja como mecánico.

### Kol Skywalker
Kol Skywalker es un personaje de Star Wars: Legacy. Un Maestro Jedi, es el hermano menor de Nat Skywalker y nieto de Ben Skywalker (comparten el mismo color de cabello rojo y tiene ojos verdes como la madre de Ben, Mara Jade), es el padre de Cade Skywalker.

### Ania Solo
El segundo volumen de Star Wars: Legacy (2013-2014) sigue a Ania Solo, bisnieta de Leia y nieta de Jacen Solo. Ella es una comerciante de chatarra que está envuelta en el conflicto continuo entre los nuevos Sith y la alianza República-Imperial.

### Cade Skywalker
Cade Skywalker es descendiente de Anakin Skywalker, Luke Skywalker, Mara Jade Skywalker y Ben Skywalker, hijo de Kol Skywalker y sobrino de Nat Skywalker. Es protagonista de la serie de cómics Star Wars: Legacy de Dark Horse, que tiene lugar 125 años después del Retorno del Jedi. Cade ha abandonado por completo el camino Jedi después de un ataque de la Nueva Orden Sith a la Academia Jedi en Ossus. A pesar de esto, todavía se encuentra con otros Jedi, así como con el fantasma de su antepasado Luke Skywalker, y finalmente recupera su herencia para luchar contra los Sith. El personaje fue votado como el 84º mejor personaje de Star Wars de IGN.